# فتاة الياقة الزرقاء (رواية)
فتاة الياقة الزرقاء رواية وإحدى مؤلفات الكاتب والروائي المصري عمرو عبد الحميد المعروف ب كتابته في مجال الخيال ، والتي نشرت سنة 2017

## الأحداث
تدورأحداث الرواية في عالم مستقبلي بعيد مظلم في عام ٢٣٢١-٢٣٣٨، يعيش البشر تحت حكم نظام قمعي يديره النخبة الحاكمة. تتناول القصة حياة ليلي، فتاة شابة تنتمي إلى فئة مهمشة في المجتمع، وهي فئة النساء اللواتي وُلدن دون رحم. تعمل الحكومة على استغلالهن لأغراضها الخاصة، وتعتبرهن وسيلة لضمان استمرارية النظام الحاكم. لكن ليلي تتمتع بروح قوية وإرادة صلبة، وتقرر النضال من أجل حقوق الفتيات المحرومات وإنقاذ شقيقتها الصغيرة من مصير مأساوي. تنطلق في رحلة شاقة تجمعها بمجموعة من المناضلين والثوار الذين يسعون للتحرر من قيود النظام وتحقيق المساواة.تتصاعد الأحداث والتحديات في طريق ليلي، فتجد نفسها مواجهة المخاطر والتضحيات من أجل مبدأها ومن أجل تغيير الواقع القاسي الذي تعيش فيه. وبينما تكافح ليلي من أجل التغيير، تتعقد الأمور وتتصاعد التوترات مع تصاعد المقاومة والمواجهات مع السلطة القمعية.